# Sarıçiçek, Boğazkale
Sarıçiçek là một xã thuộc huyện Boğazkale, tỉnh Çorum, Thổ Nhĩ Kỳ. Dân số thời điểm năm 2010 là 106 người.